# مایک اینز
مایک اینز (انگلیسی: Mike Inez؛ زادهٔ ۱۴ مهٔ ۱۹۶۶) یک موسیقی‌دان اهل ایالات متحده آمریکا است. وی از سال ۱۹۸۳ میلادی تاکنون مشغول فعالیت است. او در حال حاضر بیسیست گروه راک آلیس این چینز است. وی در سال ۱۹۹۳ جایگزین مایک استار، نوازنده بیس گروه، شد.